# Vrysinas

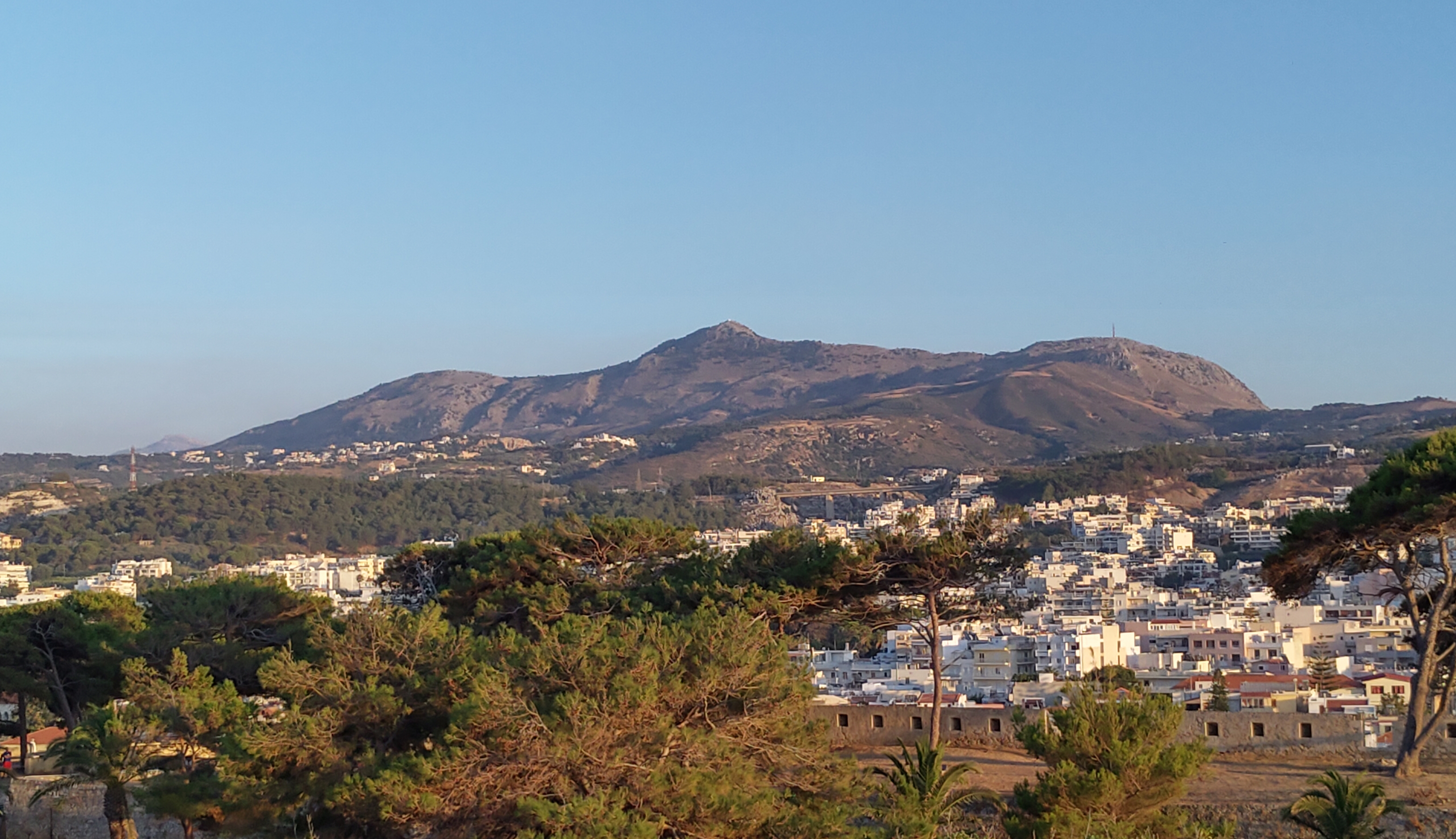
Nordwestseite des Vrysinas

Vrysinas (griechisch Βρύσινας (m. sg.)) bezeichnet ein ehemaliges minoisches Gipfelheiligtum auf dem gleichnamigen Berg (Όρος Βρύσινας Oros Vrysinas (m. sg.)) im Norden der griechischen Insel Kreta. Es wurde 1962 von Paul Faure entdeckt und 1972/1973 durch Costis Davaras sowie 2004 bis 2011 durch Eleni Papadopoulou und Iris Tzachili ausgegraben. Die Nutzung des Heiligtums wird in die mittel- bis spätminoische Zeit der Phasen MM I bis SM I A datiert (etwa 2100–1500 v. Chr.).

## Lage
Der 857 Meter hohe Gipfel des Vrysinas (abgeleitet von Βρύσες Vryses, deutsch ‚Quellen‘) liegt 6,2 Kilometer entfernt von der Nordküste Kretas am Ägäischen Meer oberhalb der Orte Roussospiti (Ρουσσοσπίτι) und Chromonastiri (Χρωμοναστήρι) im Norden, Oros (Όρος) im Süden und Armeni (Αρμένοι) im Westen. Das minoische Heiligtum befand sich direkt auf dem Gipfel und auf zwei bis drei Terrassen an den nordwestlichen, westlichen und östlichen Hängen des Berges. Nach Südwesten bestand eine Sichtverbindung vom Vrysinas über das Agios-Vasilios-Tal zum 11,1 Kilometer entfernten minoischen Höhenheiligtum von Atsipades Korakias (Ατσιπάδες Κορακιάς) und nach Südosten zum 11,6 Kilometer entfernten Spili Vorizi (Σπήλι Βορίζη). Von den heutigen Ortschaften Roussospiti und Armeni führen befestigte Fahrwege, die sich auf halber Höhe vereinen, bis nordwestlich unterhalb des Gipfels. Dort beginnt ein steiler Fußweg zum höchsten Punkt des Vrysinas. Der Weg bildet einen Teil des europäischen Fernwanderweges E4 von Armeni über Prasies (Πρασιές) zum Kloster Arkadi (Μονή Αρκαδίου).

## Beschreibung

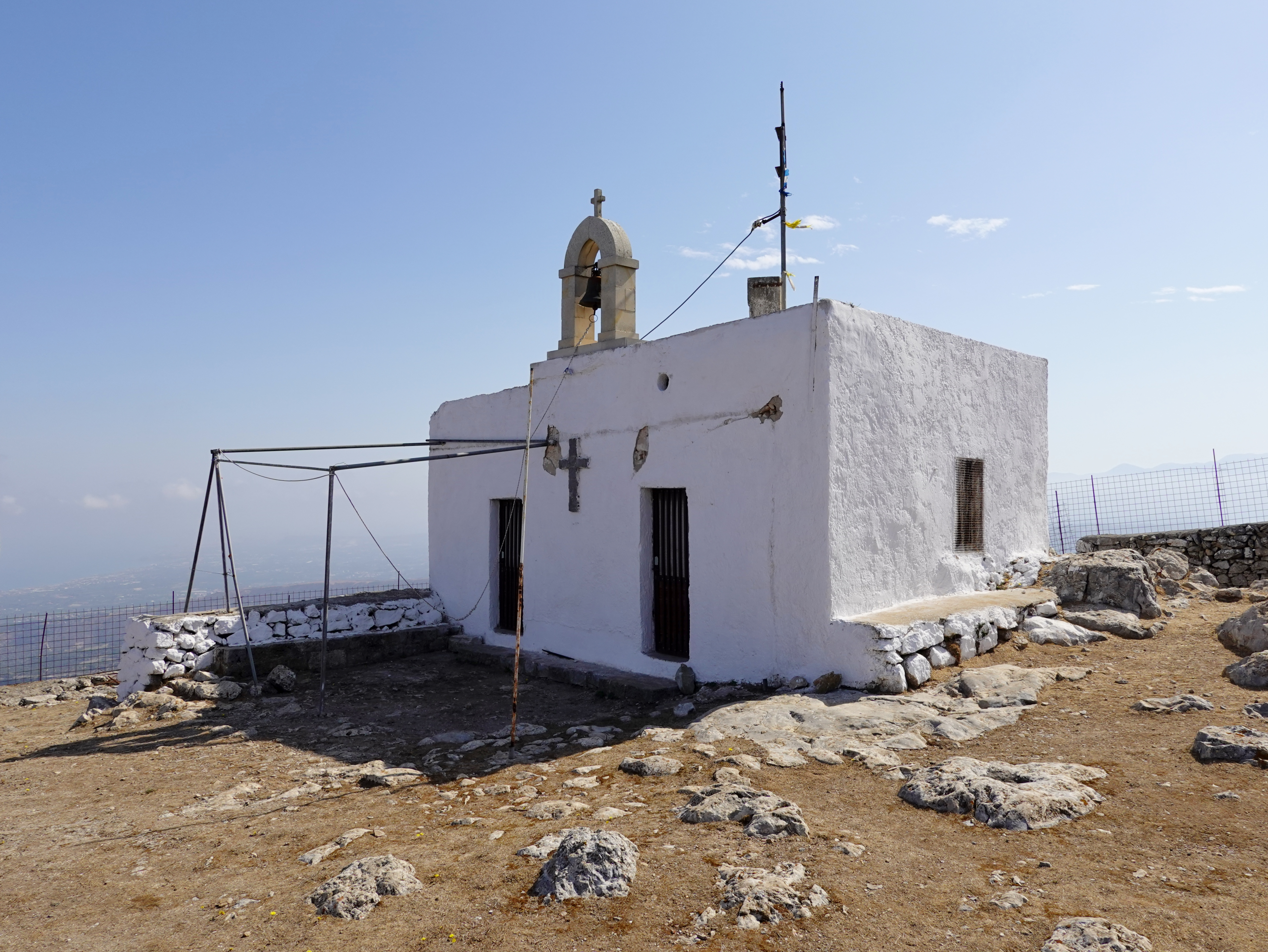
Kapelle Agio Pnevma

Ein Großteil der Fläche des minoischen Gipfelheiligtums auf dem Vrysinas wurde durch die Errichtung der Kapelle Agio Pnevma zerstört. Der Hof der Kapelle, die dem Heiligen Geist geweiht ist, misst 18 × 18 Meter, das Gebäude selbst ist 5 × 7 Meter groß. Im Jahr 1938 entdeckte man im Umfeld der Kapelle erste Statuetten aus minoischer Zeit. Doch erst 1962 erkannte Paul Favre den Standort eines ehemaligen Heiligtums auf dem Vrysinas. In einer verfüllten Felsvertiefung nahe der Kapelle befand sich neben Fragmenten von Figurinen und Keramik auch Asche. Bei der auf dem Vrysinas gefundenen Keramik handelte es sich größtenteils um kleine offene Gefäße und nur wenige Pithoi (etwa 5 %). Neben zwei endneolithischen Keramikfragmenten datiert die Mehrzahl in die mittelminoischen Phasen MM I bis MM III, wobei die letztere überwiegt. Unter der Gebrauchskeramik gab es eine große Anzahl von Trinkgefäßen. Typische altpalastzeitliche Keramik, wie Eierschalenware, konnte nur in geringen Mengen entdeckt werden.
Zahlreiche der von Davaras bei seinen zwei Grabungskampagnen bis 1973 gefundenen Votivgaben stammen aus den Ablagerungen des flachen Abhangs östlich des Gipfels. Darunter befanden sich Tonstatuetten von Kindern, von Vögeln mit angelegten und ausgebreiteten Flügeln, Idole männlicher und weiblicher Adoranten, einige Körperglieder und Torsen, Bronzestatuetten, Bronzemesser, zwei Miniatur-Bronzeäxte und Libationstische, davon einer mit einer Linear-A-Inschrift. Neben den Vogelstatuetten gab es Terrakottafigurinen von Rindern, Schafen und Eseln. Zum Fundspektrum gehörten auch Fragmente von Tonkulthörnern. Schließlich wurden vereinzelt Funde aus geometrischer, archaischer und hellenistischer Zeit gemacht, die auf eine Kontinuität der Nutzung des Gipfelheiligtums bis in historische Zeit deuten.

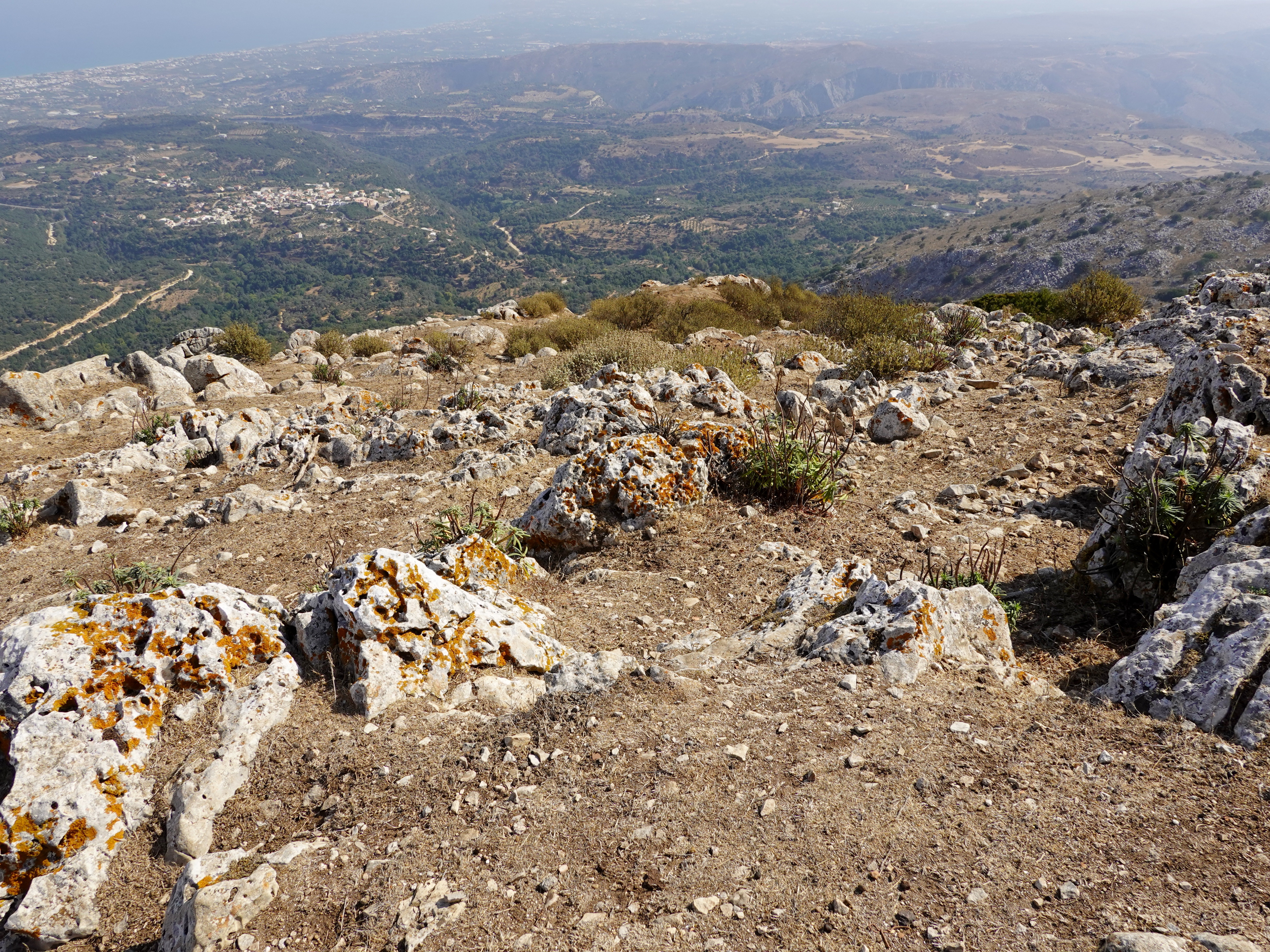
Fläche des ehemaligen Heiligtums

Die von 2004 bis 2011 durchgeführten Ausgrabungen konzentrierten sich auf das Gipfelplateau und auf die Nord- und Nordostseite des Abhangs. Das Gelände gliedert sich in drei künstlich angelegte Terrassen mit Stützmauern, die obere um die Kapelle, eine lange, nur etwa drei Meter breite in der Mitte und eine größere untere Terrasse, die für die Versammlung vieler Menschen geeignet war. Die umfangreichsten Keramikfunde gab es auf der mittleren Terrasse. Die Gesamtfläche des Heiligtums wird nunmehr auf ungefähr 1800 m² geschätzt.
Die meisten Gefäße gehören den Phasen MM II (Tassen, Schalen mit gewölbtem Rand) und MM III bis SM I A (konische Tassen, Weinkrüge, Kochutensilien, Töpfe usw.) an. Eine postpalatiale Phase während SM III B und C ist weniger gut vertreten. Von den etwa 820 gefundenen Tonfiguren bilden Tierdarstellungen die größte Kategorie, wobei Rinder am häufigsten vorkommen, darunter zweiköpfige Bullen. Die Abmessungen variieren zwischen 10 und 30 cm. Die gefundenen menschlichen Figurinen sind nicht höher als 10 bis 15 cm, wobei weibliche Darstellungen überwiegen. Zu den besonderen Funden auf dem Vrysinas gehören das Bruchstück einer ägyptischen Steinvase, die wahrscheinlich aus dem Alten Reich stammt, und ein vierseitiger Siegelstein mit kretischen Hieroglyphen auf allen vier Oberflächen. Es ist bis heute das einzige Beispiel für die älteste minoische Schrift aus Westkreta.